# جووانی پارامیتیوتی
جووانی پارامیتیوتی یک مدیر ورزشی اهل ایتالیا بود. او یکی از بنیانگذاران و همچنین اولین رئیس باشگاه فوتبال اینترناتزیوناله میلانو (۱۹۰۹–۱۹۰۸) نیز بود.

## زندگی‌نامه
جووانی پارامیتیوتی در ونیز ایتالیا و در خانواده ای ثروتمند با اصالت آلبانیایی متولد شد. در قرن ۱۸ میلادی، اجداد او از حمله امپراتوری عثمانی گریختند و به آلبانیایی‌های خارج از کشورشان پیوستند. آنها از چامریا در منطقه اپیروس و دقیقاً از منطقه کنونی پارامیتیا کوچ کردند و اصالت خود را همچون نام خانوادگی شان، پارامیتیوتی که مربوط به منطقه پارامیتیا بود حفظ کردند. سپس آنها به ونیز در کشور ایتالیا نقل مکان کردند.
او یکی از بنیانگذاران اینترمیلان در سال ۱۹۰۸ و پس از به هم خوردن روابطش با آ.ث. میلان بود، و به عنوان اولین رئیس این باشگاه فوتبال تازه تأسیس نیز انتخاب شد و تنها یک سال در این سمت باقی ماند. طبق تواریخ آن زمان، پارامیتیوتی به عنوان فردی که بدشانسی میاورد بین هواداران شناخته می‌شد به همین علت هواداران دوست نداشتند که پارامیتیوتی در ورزشگاه حاضر شود. هرچند، او یک روز با ریش و سبیل مصنوعی و به صورت ناشناس بازی را تماشا کرد و با پیروزی اینتر در آن مسابقه، شهرت بد او پایان یافت.
در سال ۱۹۰۹، و پس از تنها یک سال، با توجه به خواست اکثریت اعضای سوئیسی باشگاه، اتوره اشتراوس جانشین او شد و ریاست باشگاه را بر عهده گرفت.
پارامیتیوتی در ۱۱ مارس ۱۹۴۳ در شهر نیویورک درگذشت.